# منطقة منكوبة

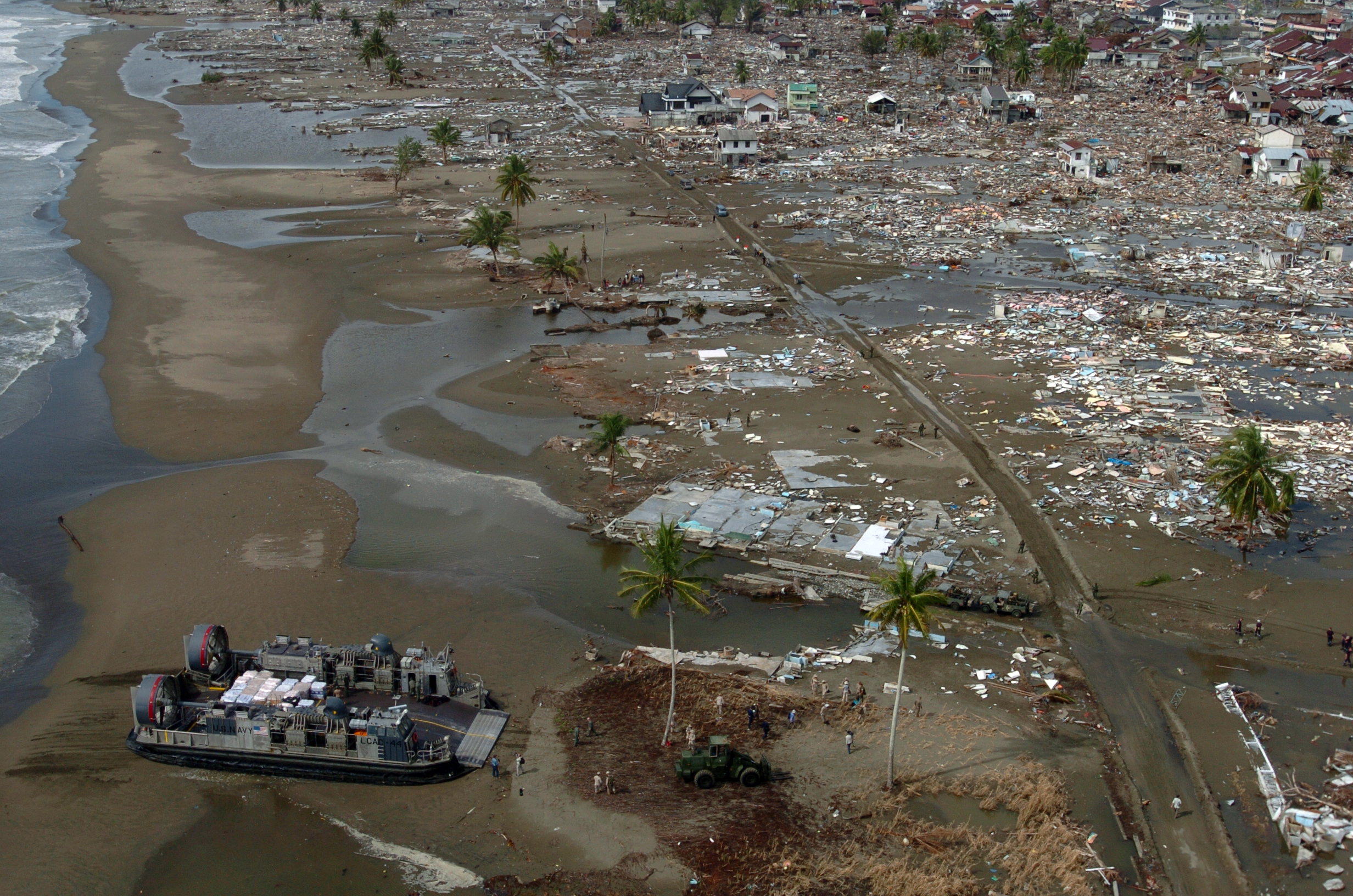
حوامات تنقل المساعدات إلى ميولابوه، في جزيرة سومطرة في إندونيسيا في أعقاب كارثة تسونامي عام 2004.

منطقة منكوبة أو منطقة كوارث هو مُصطلح يُستخدم لوصف أي منطقة جغرافية تعرضت لضرر كبير جراء كارثة طبيعية، مثل الأعاصير أو الزلازل أو الفيضانات. ويُمكن أن يكون السبب كارثة صناعية أو خطأ بشري، مثل حادثة التسرب الإشعاعي في تشيرنوبل بالاتحاد السوفيتي السابق (أوكرانيا). يُمكن تصنيف منطقة ما كمنطقة منكوبة نتيجة لأحداث بشرية أو اجتماعية جسيمة، مثل الحروب، أو أعمال الشغب أو جرائم القتل الجماعي.[بحاجة لمصدر]
أما من الناحية الأدبية، فالمقصود بالمنطقة المنكوبة هي أي منطقة تعرضت لأضرار نتيجة حادث أو كارثة طبيعية.